# Eine andere Welt (Philip K. Dick)
Eine andere Welt (engl. Flow My Tears, The Policeman Said) ist der deutschsprachige Titel eines Science-Fiction-Romans des US-amerikanischen Autors Philip K. Dick aus dem Jahr 1974. Dick beschreibt darin die Erlebnisse von Jason Taverner, einem Sänger und Unterhaltungskünstler, der durch die Auswirkungen der im Roman „KR 3“ genannten realitätsverändernden Droge in eine andere Wirklichkeit (Parallelwelt) gerät.

## Handlung
Auf Jason Taverner, den Publikumsliebling von 30 Millionen Fernsehzuschauern, wird nach einem seiner allwöchentlichen Auftritte in der „Jason Taverner-Show“ ein Mordanschlag verübt. Taverner wird lebensgefährlich verletzt in ein Krankenhaus gebracht und verliert dort sein Bewusstsein. Als er erwacht, findet er sich in einem ihm unbekannten schäbigen Hotelzimmer wieder. Nach vergeblichen Bemühungen, mit seinem Agenten, seinem Anwalt und seiner Partnerin Kontakt aufzunehmen, erkennt er allmählich, dass er sich in einer anderen Realität befindet. In einer Welt, die derjenigen gleicht, in der er vorher ein prominenter, reicher und sorgenloser Bürger war, erfährt er nun als identitätsloser Niemand, wie es ist, unter Beobachtung eines Orwellschen (siehe 1984) Überwachungsapparates zu stehen. Bei seiner Suche nach einem Ausweg aus dieser alptraumhaften Situation entdeckt er die Zusammenhänge zwischen den Auswirkungen der realitätsverändernden Droge „KR 3“ und seiner eigenen Situation. Durch die indirekte Hilfe der Zwillingsschwester eines mächtigen Polizeigenerals gelingt ihm schließlich die Rückkehr in seine ursprüngliche Realität.

## Auszeichnung
Der Roman wurde 1975 mit dem John W. Campbell Memorial Award als bester Roman ausgezeichnet. Er war zudem für den Nebula Award sowie Hugo Award nominiert.

## Ausgaben
- Philip K. Dick: Eine andere Welt. Heyne Verlag, München 1977. ISBN 3-453-30394-6
- Philip K. Dick: Eine andere Welt. Heyne Verlag, München 2004. ISBN 3-453-87403-X
- Philip K. Dick: Eine andere Welt. Fischer Klassik, Frankfurt am Main 2015. ISBN 978-3-596-90561-4